# Norbert Niță
Norbert Sorin Niță (n. 14 ianuarie 1972, Țicleni, România) este un fost fotbalist român care a activat pe postul de fundaș. A jucat 55 de meciuri în Liga I și 2 meciuri în Cupa UEFA Intertoto.